# アルバロ・ソレール
アルバロ・ソレール（カタルーニャ語: Alvaro Soler、ドイツ語: [ˈtaʊxɐt]、スペイン語: [ˈalβaɾo soˈler]、1991年1月9日 - ）は、スペイン・バルセロナ出身のスペイン人の歌手・シンガーソングライター。両親は父親がドイツ人、母親がスペイン人(母親の両親はベルギー人とスペイン人)である。本名はアルバロ・タウハート・ソレール（Álvaro Tauchert Soler）。2015年にヒット曲『El Mismo Sol』でヨーロッパやラテンアメリカ全域で注目を集め、主にイタリア・スイス・メキシコなどで大成した。ジェニファー・ロペスをフィーチャリングした『El mismo sol』のスペイン語/英語の特別バイリンガル・ヴァージョンは、アメリカ・イギリスなどを中心に世界中でリリースされた。2016年のシングル『Sofia』もポーランド・イタリア・チェコ・スロバキア・スイスなどで1位を獲得し、欧米各国のチャートで上位に入った。ソレールは、2015年に『Eterno Agosto』、2018年に『Mar de Colores』という2枚のスタジオ・アルバムをリリースしている。特に2枚目のアルバムに収録されたシングル『La Cintura』は、ソレール自身にとってのパン・ヨーロッパ的なヒット曲となっている。

## 経歴
父親はドイツ人、母親はスペイン人とベルギー人のハーフである。バルセロナに生まれ、幼少期から多言語を操っていた。10歳の時に家族と日本に引っ越し、17歳まで首都圏のドイツ人学校に通った。日本ではピアノも習っている。2015年のシングル "El Mismo Sol"がイタリアを中心にヨーロッパ各地でヒットしたことから、名が知られた。